# Assata Shakur
Assata Shakur nascuda amb el nom de Joanne Deborah Byron (16 de juliol de 1947) és una activista nord-americana del Partit Pantera Negra. Shakur es va criar a Nova York i va estudiar en el Manhattan Community College i en el City College of New York, on va estar involucrada en diverses lluites. Més tard li va ser concedit asil polític a Cuba (on viu en l'actualitat). En abril de 1967 es va casar amb Louis Chesimard, un company i estudiant activista, es van divorciar en desembre de 1970. Assata Shakur és una fugitiva de l'estat de Nova Jersey i dels Estats Units, acusada de l'assassinat del seu company l'activista Zayd Shakur i del policia estatal de Nova Jersey, Werner Foerster.
El 1970 Joanne es va canviar el nom, va començar a anomenar-se Assata Shakur, i es va unir a l'Exèrcit d'Alliberament Negre (Black Liberation Army), una organització política i militar, el seu objectiu principal era lluitar per la independència i l'autodeterminació dels ciutadans afroamericans dels Estats Units.
El 1971 Shakur es va unir a la República de Nova Àfrica, una organització formada per crear una nació de majoria negra independent, formada per Carolina del Sud, Geòrgia, Alabama, Mississipi i Louisiana.
El 2 de maig de 1973, Shakur, que llavors pertanyia a l'Exèrcit per l'Alliberament Negre (Black Liberation Army) i ja no al Partit Pantera Negra, va ser detinguda en la carretera del comtat estatal de Nova Jersey pels agents James Harper i Werner Foerster, al costat de dos membres del Partit Pantera Negra: Zayd Shakur i Sundiata Acoli, per conduir un vehicle amb una llum posterior trencada. Segons els registres de la policia, Assata va obrir foc contra els agents, iniciant un tiroteig en el qual van morir Zayd Shakur i l'agent Foerster, en tant que Assata Shakur i l'altre agent van resultar ferits. Es diu que Assata va prendre l'arma del policia Foester estant aquest ferit, i li va disparar dues vegades en el cap.
Els tres es van pujar a l'automòbil i van fugir, 8 milles més endavant, Sundiata va sortir del cotxe amb Assata ferida en els braços i el cadàver de Zayd Shakur per refugiar-se en el bosc, però van ser capturats l'endemà després d'una persecució.
Durant els dos anys i mig posteriors, Assata Shakur va estar en la presó mentre era jutjada simultàniament per sis causes diferents. Shakur va al·legar que va ser colpejada i torturada durant el seu empresonament, en diverses presons federals i estatals. Els càrrecs anaven des de segrest fins a assalt i robatori de bancs.
Shakur va ser trobada culpable de l'assassinat de Foerster i el seu company Zayd Shakur, per la seva participació en el tiroteig, malgrat l'evidència física que no va poder haver disparat una arma durant l'incident El 1979 es va escapar de la presó de màxima seguretat de Hunterdon County i va viure com a fugitiva fins a 1984, quan es va escapar a Cuba, on li va ser atorgat l'asil polític. El 1998 el Congrés dels Estats Units va sol·licitar, de manera unànime, a Cuba l'extradició de Joanne Chesimard. Molts congressistes negres van explicar després que estaven contra l'extradició, però que no van reconèixer el nom quan va ser proposada la resolució.
La Conferència Nacional d'Advocats Negres i Mos Def, estan entre les organitzacions de professionals i artistes compromesos políticament que recolzen a Shakur. També hi ha moviments anarquistes, socialistes i d'esquerres que li donen suport, i a les universitats estatunidenques es poden veure samarretes a on es pot llegir "Hands Off Assata" (mans fora d'Assata). Després d'haver-se mudat a Cuba va escriure: Assata: An Autobiography el 1987.
El 2 de maig de 2005 el seu nom va ser agregat a la Llista de Terroristes del FBI, amb una recompensa d'un milió de dòlars per ajudar en la seva captura. Alguns activistes asseguren que si escau, es van aplicar noves lleis antiterroristes contra una no-terrorista.
El 2 de maig de 2013, el FBI l'afegeix a la llista de terroristes més buscats, i va augmentar la recompensa per la seva captura a 2 milions de dòlars. Assata té una filla, Kakuya Shakur, i va ser la padrina del raper Tupac Shakur.